# Ederson Santana de Moraes
Ederson Santana de Moraes, mais conhecido apenas como Ederson (Osasco, 17 de agosto de 1993), é um futebolista brasileiro que atua como goleiro. Atualmente, joga pelo Manchester City e pela Seleção Brasileira.
Em 1 de junho de 2017, Ederson foi vendido pelo Benfica  ao Manchester City, por 40 milhões de euros, o que fez dele, na época, o segundo goleiro mais caro da história, atrás apenas de Gianluigi Buffon. Ele também se tornou a transferência mais cara da história do Benfica, ao lado do belga Axel Witsel, que foi comprado pelo Zenit, da Rússia, em 2013, pela mesma quantia.

## Carreira

### Início
Nascido em Osasco, Ederson chegou em 2008 as categorias de base do São Paulo. Em 2009, aos 15 anos, Ederson foi dispensado do São Paulo, por telefone.
Ederson chegou a Portugal ainda em 2009, com 15 anos, para fazer ainda parte da sua formação no Benfica.

### Ribeirão e Rio Ave
No início da temporada 2011–12, aos 18 anos, deixou o Benfica para atuar na Segunda Liga pelo Ribeirão.  
Um ano mais tarde, se transferiu ao Rio Ave para atuar pela Primeira Liga, onde a princípio, começou a temporada 2012–13 como reserva de Jan Oblak. Com a saída do goleiro, Ederson se estabeleceu como titular nas temporadas posteriores. 
Em 10 de abril de 2015, após uma série de boas atuações e uma convocação para a Seleção Brasileira Sub-23, ele assinou a renovação de contrato com o Rio Ave que duraria até 2019.

### Benfica
Em 27 de junho de 2015, Ederson voltou ao Benfica, assinando um contrato de cinco anos com o clube, em um acordo no valor de € 500.000, e estabeleceu uma cláusula de liberação de € 45 milhões. O Rio Ave ainda manteria 50% dos direitos econômicos do goleiro.

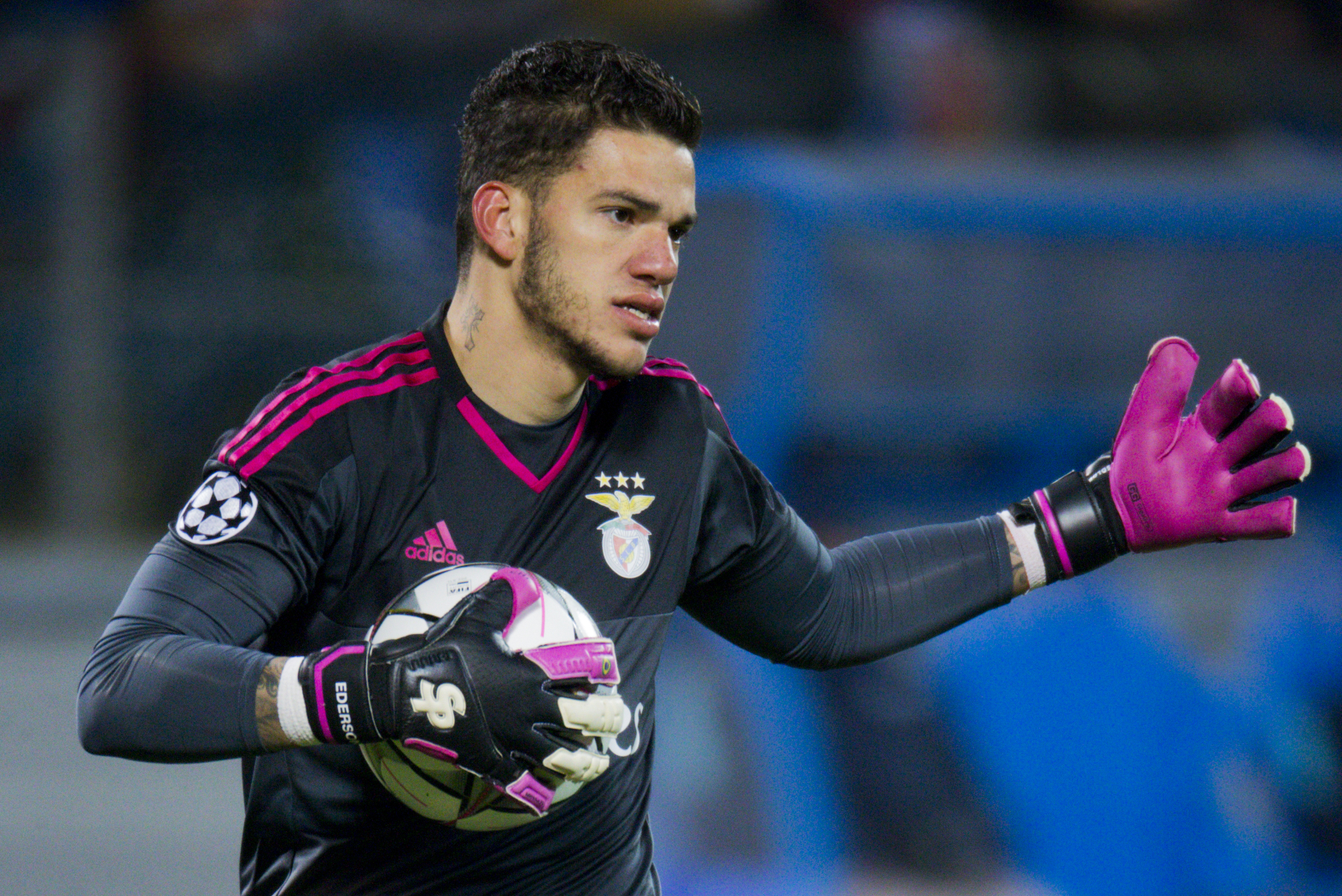
Ederson em 2016 pelo Benfica.

Na temporada 2015–16, Ederson começou como o suplente do seu compatriota, Júlio César. Ederson jogou pela primeira vez algumas partidas na Segunda Liga com o Benfica B e na Taça da Liga, antes de jogar na Primeira Liga em 5 de março de 2016 contra o rival local, Sporting CP, substituindo Júlio César, que acabara lesionado. O Benfica venceu o derby de Lisboa por 0-1 e conquistou o primeiro lugar da Primeira Liga. Na temporada, Ederson ainda faria parte de mais onze vitórias que selariam o 35º título do Benfica, o terceiro, na sequência. Cinco dias depois, ele jogou a final da Taça da Liga contra o Club Sport Marítimo, que o Benfica venceu por 6 a 2. Além disso, atuou em três partidas na campanha da Liga dos Campeões da UEFA, onde o Benfica chegou às quartas-de-final.
No dia 1 de junho de 2017, Ederson foi vendido para o Manchester City por 40 milhões de euros. Com esse valor, Ederson se tornou a transferência mais cara da história do Benfica, ao lado do belga Axel Witsel, que foi comprado pelo Zenit, da Rússia, em 2013, pela mesma quantia.
Com a camisa do Benfica, Ederson fez 59 jogos e conquistou duas vezes o Campeonato Português (2015/16 e 2016/17), além de ter sido campeão da Taça de Portugal (2016/17) e da Taça da Liga (2015/16).

### Manchester City

#### 2017–18

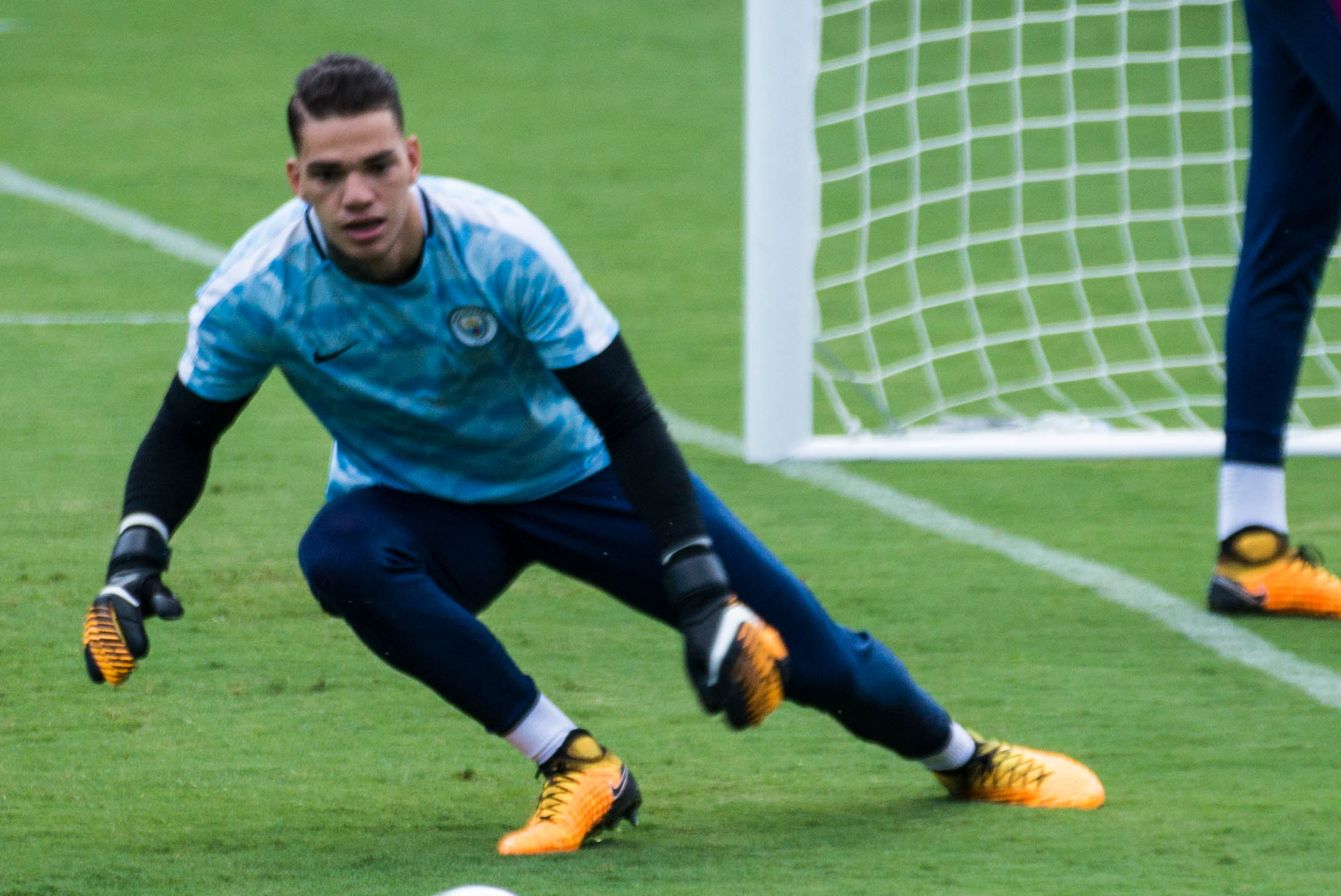
Ederson em 2017.

No dia 1 de junho de 2017, o SL Benfica chegou a acordo com o Manchester City para a transferência do jogador por 40 milhões de euros. Esta quantia foi, na época, a segunda maior paga por um goleiro na história do futebol, somente atrás de Gianluigi Buffon.  
Usando o número 31, Ederson foi imediatamente escolhido como titular de Pep Guardiola, substituindo Claudio Bravo.
Fez a sua estreia pela Premier League em 12 de agosto de 2017 em uma vitória fora de 0-2 sobre o Brighton, onde manteve um clean-sheet. Encerrou sua primeira temporada atuando em 36 ocasiões na Premier League e com 16 clean sheets.Na temporada fez 45 jogos e não foi vazado em 20 deles por todas as competições.

#### 2018–19
Em 19 de agosto de 2018, Ederson se tornou o primeiro goleiro do Manchester City a prestar assistência pela Premier League, pois seu passe foi convertido por Sergio Agüero, para o gol de abertura em uma vitória por 6 a 1 sobre o Huddersfield Town.
Ederson terminou com 18 clean sheets nesta temporada da Premier League, coisa que nenhum goleiro do Manchester City já tivesse feito em uma única campanha na competição. Ele ainda foi escolhido para o time do ano da Liga, além de ser Campeão do Campeonato Inglês.
Em sua segunda temporada pelo ele disputou 55 jogos, fez duas assistências e 28 clean sheets, pelas diversas competições.

#### 2019–20
Mais uma temporada de muita regularidade de Ederson, ele foi titular absoluto do City.Ele jogou 35 das 38 rodadas da Premier League, além de terminar 16 jogos sem ser vazado. Assim Ederson, ganhou o prêmio Luva de Ouro da Premier League de 2019–20.
Ederson jogou 44 partidas na temporada e passou 18 jogos sem sofrer golos.

#### 2020–21
Ederson jogou 36 vezes no campeonato e não foi derrotado em mais da metade delas. Ele terminou a Premier sem tomar gols em 19 jogas. Assim conquistou a Prêmio Luva de Ouro da temporada 2020-2021.
Com 48 apresentações e mais 26 jogos sem sofrer gols na temporada, esse foi o saldo de Ederson.

#### 2021–22
Em 1 de setembro de 2021, Ederson estendeu seu contrato por cinco temporadas com o Manchester City, até 2026.
Ederson jogou 37 partidas na Premier League, ele sofreu apenas 26 gols, e desempenhou um papel crucial na construção da defesa de mais um título. Terminou com 20 partidas sem tomar gol. Vencendo o prêmio Luva de Ouro pela terceira vez consecutiva e dessa vez ao lado do compatriota Alisson.

#### 2022–23
Em 4 de março de 2023, Ederson chegou a marca de 100 jogos sem sofrer golos com a camisa do clube, no jogo em que o Manchester City venceu o Newcastle por 2-0, no Etihad Stadium, pela 26.ª rodada da Premier League. Ele alcançou seu 100.º clean sheet em 212 jogos.

## Seleção Brasileira

#### Sub-23
No dia 9 de maio de 2014, foi convocado pela Seleção Olímpica para o Torneio de Toulon, preparatório para as Olimpíadas.

#### Principal
Titular da Seleção Olímpica, no dia 5 de maio de 2016, Ederson foi convocado por Dunga para a Copa América Centenário em 2016. No dia 31 de maio de 2016, foi detectada uma lesão em Ederson, e foi cortado da Seleção, dando o lugar para Marcelo Grohe.
Mesmo sendo titular da Seleção Olímpica em boa parte da preparação para as Olimpíadas de 2016, Ederson não foi liberado pelo Benfica para disputa, que não ocorria na Data FIFA.

Em 3 de março de 2017, foi convocado, dessa vez por Tite, para as partidas contra Paraguai e o Uruguai pelas Eliminatórias da Copa do Mundo FIFA de 2018. Suas convocações se tornaram recorrente até o fim das Eliminatórias. No dia 10 de outubro de 2017, estreou na vitória por 3 a 0 contra o Chile, válida pela 18° (última) rodada das Eliminatórias.

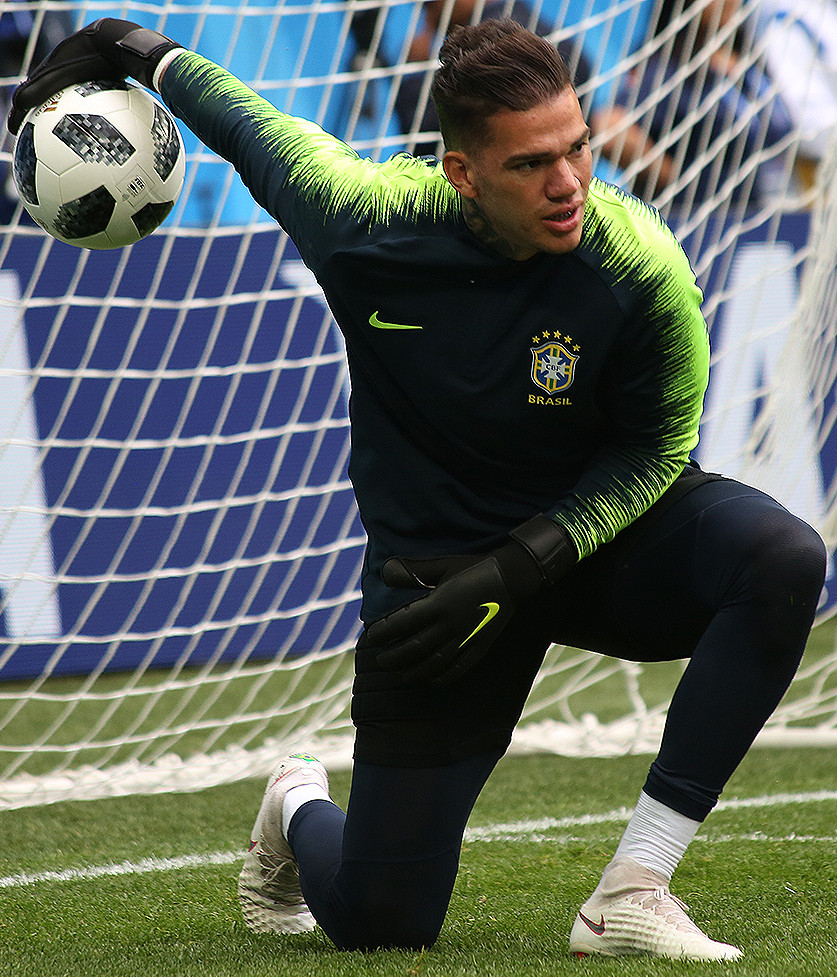
Ederson na Copa do Mundo FIFA de 2018.

#### Copa do Mundo de 2018
No dia 14 de maio de 2018, foi convocado por Tite para a Copa do Mundo FIFA de 2018 como o 2º goleiro na hierarquia, atrás de Alisson e à frente de Cássio.

#### Copa América de 2019

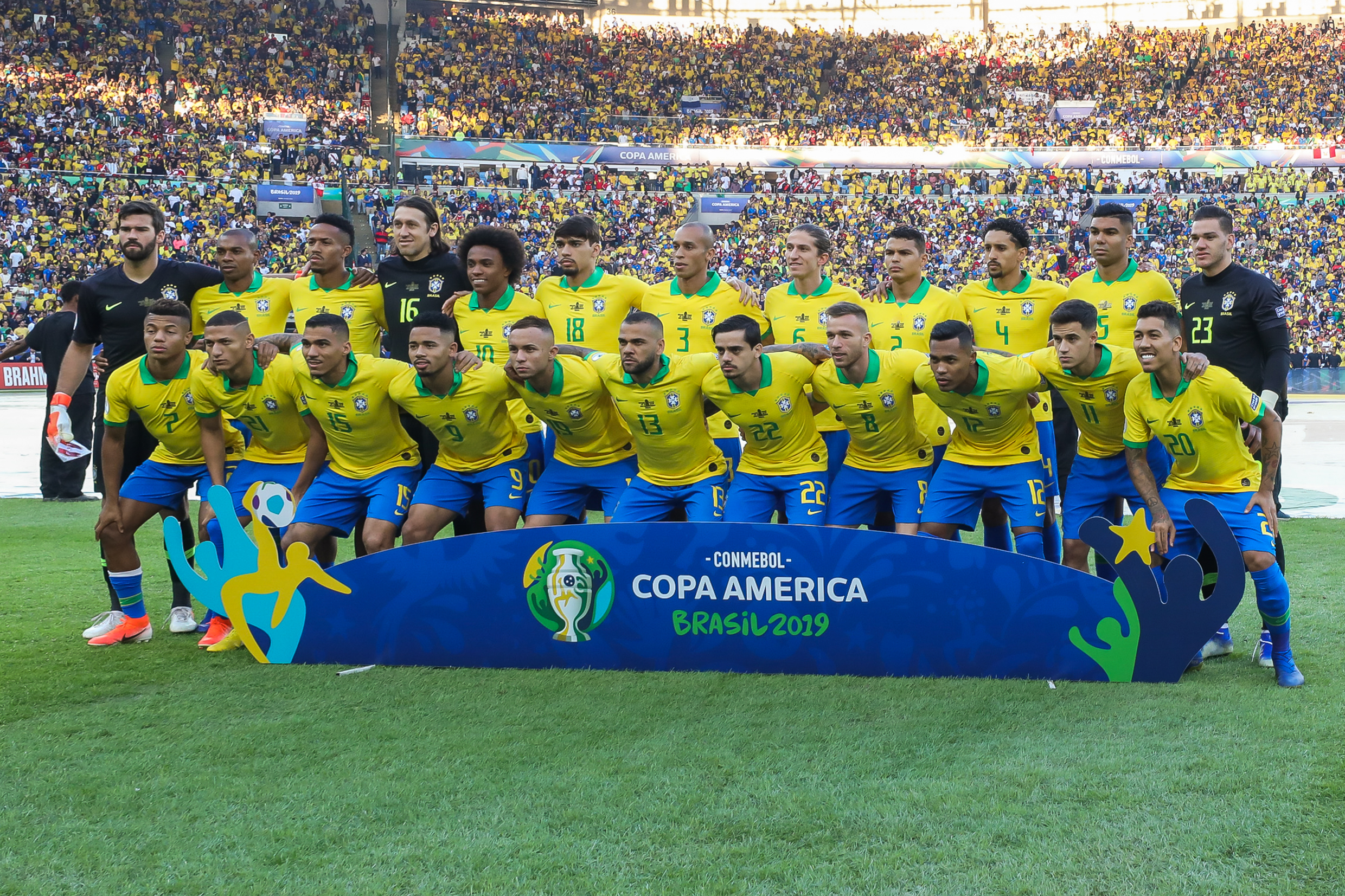
Ederson na final da Copa América de 2019.

No dia 17 de maio de 2019, foi convocado para a Copa América de 2019, na mesma situação que na Copa de 2018, como goleiro reserva, atrás de Alisson e à frente de Cássio.

#### Titularidade nos amistosos e Copa América de 2021
Com as recorrentes lesões de Alisson Becker após o início da temporada 2019–20, Ederson foi titular em 4 dos 6 amistosos da Seleção pós-Copa América.
No dia 4 de outubro de 2020, após ficar de fora da convocação, foi convocado para substituir Alisson, para a 1° e 2° rodada das Eliminatórias da Copa do Mundo FIFA de 2022. Porém, acabou ficando no banco nas duas partidas para Weverton. Na convocação seguinte, no dia 15 de novembro de 2020, foi novamente convocado para as partidas contra Venezuela e Uruguai, pela 3° e 4° rodada. Ederson foi titular nas duas partidas, saindo com clean-sheets (partidas sem sofrer gol) em ambas.
No dia 9 de junho de 2021, foi convocado para a Copa América de 2021. Após Tite promover um rodízio entre Ederson, Alisson e Weverton na 1° Fase, com Ederson estreando em Copas contra o Peru, foi definido que Ederson seria o titular nas partidas eliminatórias. Foi titular nas quartas-de-finais contra o Chile e na semifinal contra o Peru, chegando à final da Copa América contra a Argentina sem sofrer gols.

#### Copa do Mundo de 2022
Em 7 de novembro de 2022, Tite anunciou a convocação da Seleção para Copa do Mundo 2022. Entre muitos nomes certos no Catar o de Ederson foi chamado para disputar o torneio.
Ederson fez sua estreia na Copa do Mundo na partida entre Camarões 1 a 0 Brasil, jogo válido pela fase de grupos, no Estádio Nacional de Lusail, em Lusail.

### Jogos pela seleção
| 1.                                     | 10 de outubro de 2017  | Allianz Parque, São Paulo                                | 3–0 | Chile          | 0 | Elim. Copa do Mundo 2018    |
| 2018                                   |                        |                                                          |     |                |   |                             |
| 2.                                     | 12 de outubro de 2018  | Estádio Internacional Rei Fahd, Riade                    | 2–0 | Arábia Saudita | 0 | Amistoso                    |
| 3.                                     | 20 de novembro de 2018 | Stadium MK, Milton Keynes                                | 1–0 | Camarões       | 0 | Amistoso                    |
| 2019                                   |                        |                                                          |     |                |   |                             |
| 4.                                     | 23 de março de 2019    | Estádio do Dragão, Porto                                 | 1–1 | Panamá         | 1 | Amistoso                    |
| 5.                                     | 5 de junho de 2019     | Estádio Mané Garrincha, Brasília                         | 2–0 | Catar          | 0 | Amistoso                    |
| 6.                                     | 6 de setembro de 2019  | Hard Rock Stadium, Miami Gardens                         | 2–2 | Colômbia       | 2 | Amistoso                    |
| 7.                                     | 11 de setembro de 2019 | Los Angeles Memorial Coliseum, Los Angeles               | 0–1 | Peru           | 1 | Amistoso                    |
| 8.                                     | 10 de outubro de 2019  | Estádio Nacional de Singapura, Kallang                   | 1–1 | Senegal        | 1 | Amistoso                    |
| 9.                                     | 13 de outubro de 2019  | Estádio Nacional de Singapura, Kallang                   | 1–1 | Nigéria        | 1 | Amistoso                    |
| 2020                                   |                        |                                                          |     |                |   |                             |
| 10.                                    | 13 de novembro de 2020 | Estádio do Morumbi, São Paulo                            | 1–0 | Venezuela      | 0 | Elim. Copa do Mundo de 2022 |
| 11.                                    | 17 de novembro de 2020 | Estádio Centenario, Montevidéu                           | 2–0 | Uruguai        | 0 | Elim. Copa do Mundo de 2022 |
| 2021                                   |                        |                                                          |     |                |   |                             |
| 12.                                    | 8 de junho de 2021     | Estádio Defensores del Chaco, Assunção                   | 2–0 | Paraguai       | 0 | Elim. Copa do Mundo de 2022 |
| 13.                                    | 17 de junho de 2021    | Estádio Olímpico Nilton Santos, Rio de Janeiro           | 4–0 | Peru           | 0 | Copa América de 2021        |
| 14.                                    | 2 de julho de 2021     | Estádio Olímpico Nilton Santos, Rio de Janeiro           | 1–0 | Chile          | 0 | Copa América de 2021        |
| 15.                                    | 5 de julho de 2021     | Estádio Olímpico Nilton Santos, Rio de Janeiro           | 1–0 | Peru           | 0 | Copa América de 2021        |
| 16.                                    | 10 de julho de 2021    | Maracanã, Rio de Janeiro                                 | 0–1 | Argentina      | 1 | Copa América de 2021        |
| 17.                                    | 14 de outubro de 2021  | Arena da Amazônia, Amazonas                              | 4–1 | Uruguai        | 1 | Elim. Copa do Mundo de 2022 |
| 2022                                   |                        |                                                          |     |                |   |                             |
| 18.                                    | 1 de fevereiro de 2022 | Mineirão, Belo Horizonte                                 | 4–0 | Paraguai       | 0 | Elim. Copa do Mundo de 2022 |
| 19.                                    | 2 de dezembro de 2022  | Estádio Nacional de Lusail, Lusail                       | 0–1 | Camarões       | 1 | Copa do Mundo de 2022       |
| 2023                                   |                        |                                                          |     |                |   |                             |
| 20.                                    | 17 de junho de 2023    | RCDE Stadium, Cornellà de Llobregat/El Prat de Llobregat | 4–1 | Mali           | 1 | Amistoso                    |
| 21.                                    | 20 de junho de 2023    | Estádio José Alvalade, Lisboa                            | 2–4 | Senegal        | 4 | Amistoso                    |
| 22.                                    | 8 de setembro de 2023  | Mangueirão, Belém                                        | 5–1 | Bolívia        | 1 | Elim. Copa do Mundo 2026    |
| 23.                                    | 12 de setembro de 2023 | Estádio Nacional do Peru, Lima                           | 1–0 | Peru           | 0 | Elim. Copa do Mundo 2026    |
| 24.                                    | 12 de outubro de 2023  | Arena Pantanal, Cuiabá                                   | 1–1 | Venezuela      | 1 | Elim. Copa do Mundo 2026    |
| 25.                                    | 17 de outubro de 2023  | Estádio Centenario, Montevidéu                           | 0–2 | Uruguai        | 2 | Elim. Copa do Mundo 2026    |
| Legenda: Vitórias — Empates — Derrotas |                        |                                                          |     |                |   |                             |

## Títulos
Benfica
- Campeonato Português: 2015–16, 2016–17
- Taça de Portugal: 2016–17
- Taça da Liga: 2015–16
- Supertaça Cândido de Oliveira: 2016

Manchester City
- Campeonato Inglês: 2017–18, 2018–19, 2020–21, 2021–22, 2022–23 e 2023–24[47]
- Copa da Inglaterra: 2018–19 e 2022–23
- Copa da Liga Inglesa: 2017–18, 2018–19, 2019–20, 2020–21
- Supercopa da Inglaterra: 2018, 2019, 2024
- Liga dos Campeões da UEFA: 2022–23[48]
- Supercopa da UEFA: 2023
- Copa do Mundo de Clubes da FIFA: 2023[49]

Seleção Brasileira
- Torneio Internacional de Toulon: 2014
- Copa América: 2019

### Individuais
- O Jogo: Team of the Year: 2016[50]
- Melhor goleiro da Primeira Liga de 2016–17
- Seleção das revelações da Liga dos Campeões da UEFA: 2017[51]
- Equipe do ano PFA da Premier League de 2018–19
- The Best FIFA Football Awards: 2019[52] (3º) 2023 (1º)
- Luva de Ouro da Premier League: 2019–20, 2020–21[53], 2021–22[54]
- Equipe ideal da Liga dos Campeões da UEFA: 2020–21[55]
- Troféu Yashin: 2019 (3º), 2022 (3º), 2023 (2º)
- Melhor Goleiro do Mundo pela IFFHS: 2023
- FIFPro World XI: 2024[56]